# Vladimir Romanov
Vladimir Romanov (Tver', 15 giugno 1947) è un imprenditore e banchiere russo con cittadinanza lituana, che ha fatto fortuna in Lituania e nei Balcani nel settore privato, in particolare nel settore bancario e industriale. Proprietario dello stabilimento di alluminio Birac in Bosnia ed Erzegovina e di una fabbrica tessile (Dirbtinis Pluoštas) in Lituania, ha avuto stretti legami con membri della mafia lituana come Henrikas Daktaras e con ex agenti del KGB. Nel 2009, deteneva in particolare una partecipazione significativa (anche se minoritaria) nella banca Ūkio bankas. Nel 2013 la sua partecipazione ammontava al 64,9% e la banca perse la metà del suo valore in un anno 2 . Nell'agosto 2013, i tribunali lituani hanno emesso un mandato d'arresto internazionale contro Romanov per mancato pagamento..
È anche noto nel mondo sportivo per essere il proprietario di diverse squadre sportive: Heart of Midlothian, FBK Kaunas (calcio) e Žalgiris Kaunas (basket)

## Biografia
Nato a Tver', nell'omonimo oblast' russo, si trasferì con la famiglia in Lituania (all'epoca parte dell'Unione Sovietica come RSS Lituana) all'età di nove anni. Il padre era un militare, servì nell'Armata Rossa e morì quando Vladimir aveva 16 anni. Sin da giovane lavorò per aiutare la famiglia, guidando un taxi e vendendo cassette di Elvis, Beatles e Rolling Stones direttamente dal bagagliaio della sua auto. Prestò servizio per 6 anni nella Marina sovietica, fu imbarcato anche sul sommergibile K-19, che in seguito acquisterà una volta dismesso dall'uso bellico.
Già negli anni ottanta aveva iniziato a fare buoni affari grazie all'industria tessile ma la sua ricchezza fu accumulata soprattutto negli anni novanta quando, a seguito della dissoluzione dell'Unione Sovietica, le aziende statali passarono in mano ai privati.
Fu uno dei fondatori della Ūkio Bankas, la prima banca privata lituana.
Nel 2007 ha partecipato, vincendo, alla versione lituana del programma televisivo Dancing with the Stars in coppia con la ballerina professionista Sandra Kniazevičiūtė.

## Attività imprenditoriale
Romanov, attraverso il suo fondo privato di investimento (denominato UBIG), ha interessi nell'industria pesante, in quella tessile, nel mercato immobiliare e nel mercato televisivo. Nel 2010 il Sunday Times ha stimato il suo patrimonio in circa 200 milioni di sterline.
Nel 2013, a causa del fallimento di Ūkio bankas e delle indagini delle autorità lituane, è stato inserito nella lista dei ricercati internazionali. Ha cambiato la sua cittadinanza in russa. Nel 2014, la Russia gli ha concesso asilo politico.
Nel 2018, con i propri fondi, ha acquistato un sito di abbattimento per il K-19 recuperato e, sulla base di esso, ha organizzato un memoriale sulla riva del bacino idrico Pyalovsky nella regione di Mosca.

## Attività sportiva
Tra il 2004 e il 2005 Romanov entrò in possesso del pacchetto azionario di maggioranza dell'Heart of Midlothian, antico club calcistico scozzese militante nella Scottish Premier League. Il club si trovava in gravi difficoltà economiche e il precedente gruppo dirigenziale stava addirittura per vendere il Tynecastle Stadium per far fronte alle esigenze di bilancio.. Romanov, interessato ad investire in Scozia, si era messo precedentemente in contatto con diversi club tra cui Dundee Utd, Dundee e Dunfermline senza giungere però ad un accordo definitivo. Il suo ingresso nella società calcistica (inizialmente con poco meno del 20% delle azioni, ampliato poi sino ad oltre 80%) prevedeva un piano di rilancio finanziario che salvaguardasse la proprietà dello storico stadio del club. Dal punto di vista sportivo Romanov dichiarò subito di voler utilizzare la squadra anche come mezzo per sviluppare il calcio lituano, acquistando numerosi giocatori provenienti dal paese baltico dove già controllava uno dei principali club calcistici: il FBK Kaunas.
Sotto la presidenza di Romanov il club ha vinto per due volte la Scottish Cup (2006 e 2012) ma la sua gestione è stata criticata da stampa e tifosi soprattutto per la sua propensione a licenziare allenatori e collaboratori, oltre al fatto che la situazione finanziaria del club resta ancora problematica tanto che il magnate ha deciso di metterlo in vendita.
Nel maggio 2009, tramite il suo fondo di investimento, acquisisce dal precedente proprietario Arvydas Sabonis il controllo dello Žalgiris Kaunas, il più prestigioso club cestistico del paese e uno dei più importanti d'Europa.
Romanov ha detenuto il controllo anche del club bielorusso del Partizan Minsk, poi nel marzo del 2012 ha ceduto la sua quota ad altri investitori.

## Attività politica
Nel 2009 Romanov ha annunciato pubblicamente la sua intenzione di partecipare come candidato alle elezioni presidenziali in Lituania; la sua candidatura è stata rifiutata dal comitato elettorale nazionale in quanto, benché fornito di regolare cittadinanza, è nato fuori dal paese. Nel 2012 ha creato il “Partito del popolo lituano", nella sua lista per le elezioni parlamentari del 2012 c'erano celebrità come i giocatori di basket Kšyštof e Darjuš Lavrinovič, Rimantas Kaukėnas, Vitoldas Masalskis, ma ha subito un amaro fallimento (0,25% dei voti).

## Vita privata
Vladimir Romanov è sposato: moglie Svetlana, figlio Roman.